# ケデシュ (のがれの町)
ケデシュは、聖書に登場する北部ガリラヤ丘陵地帯にあったカナン人の町である。城壁で固められ、王政が敷かれていた。干拓されたフーレ湖の北西7kmのテル・カデスが、ケデシュの遺跡であると考えられている。
カナンの分割相続の際には、ナフタリ族に与えられたので、「ナフタリのケデシュ」とも呼ばれた。新約聖書時代には、ガリラヤ地方になったために「ガリラヤのケデシュ」とも言われた。
「逃れの町」にも指定されて、レビ人ゲルション族の居住地になった。このケデシュはバラクの居住地でもあり、シセラと戦うために、ゼブルン族とナフタリ族の軍勢1万人をケデシュに終結させた。
北イスラエル王国のペカの時代には、アッシリヤ王ティグラテ・ピレセル3世が来襲して、ケデシュを含めた町々の住民をアッシリヤに捕囚として移した。
ヨナタン・マッカバイオスが、ケデシュでシリア王のデメトリオス2世の軍を撃破した古戦場としても知られる。